# Établissement de détention au Québec
Au Québec un établissement de détention est une prison provinciale responsable d'incarcérer les personnes en attente d'un procès ou condamné pour une peine de moins de deux ans. Les personnes condamnées pour une peine de plus de deux ans sont emprisonnées dans un pénitencier fédéral. Les politiques relatives à l’incarcération et à la réinsertion sociale des détenus du Québec sont sous la responsabilité du ministre de la Sécurité publique.

## Statistiques
En 2013-2014, les établissements au détention au Québec pouvait accueillir jusqu'à 4 802 personnes.

## Liste des établissements
| Nom                                                         | Ville                    | Ouverture                                  | Type ou particularité | Sexe                             | Nombre de places     | Notes |
| ----------------------------------------------------------- | ------------------------ | ------------------------------------------ | --- | -------------------------------- | -------------------- | ----- |
| Établissement de détention d'Amos                           | Amos                     | 2018                                       | secteurs réservés aux Inuits et aux Autochtones |                                  | 220                  |       |
| Établissement de détention de Baie-Comeau                   | Baie-Comeau              |                                            | |                                  | 97                   |       |
| Établissement de détention de Chicoutimi[réf. nécessaire]   | Chicoutimi               | Fermé en décembre 2015                     | |                                  |                      |       |
| Établissement d'Havre-Aubert                                | Les Îles-de-la-Madeleine |                                            | |                                  |                      |       |
| Établissement de Hull                                       | Gatineau                 |                                            | |                                  | 212                  |       |
| Établissement de détention Leclerc de Laval                 | Laval                    | Remplace la Maison Tanguay, Ouvert en 2016 | anciennement un pénitencier fédéral à sécurité moyenne (médium) pour hommes, loué par le Gvt du Québec, pour utilité 'prison provinciale' pour femmes. | Femmes                           | 775                  |       |
| Établissement de détention de Longueuil                     | Longueuil                |                                            | |                                  |                      |       |
| Maison Tanguay                                              | Montréal                 | Fermé en février 2016                      | | Femmes                           |                      |       |
| Établissement de détention de Montréal (Prison de Bordeaux) | Montréal                 | 1912                                       | | Hommes                           | 1 189                |       |
| Établissement de détention de New Carlisle                  | New Carlisle             |                                            | |                                  | 144                  |       |
| Établissement de détention de Percé                         | Percé                    | 2010                                       | Spécialisé en délinquance sexuelle |                                  | 46                   |       |
| Établissement de détention de Québec                        | Québec                   | 1970                                       | | Deux sections (hommes et femmes) | 710 hommes 58 femmes |       |
| Établissement de détention de Rimouski                      | Rimouski                 | 1995                                       | |                                  | 199                  |       |
| Prison de Rivières-de-Prairies                              | Montréal                 |                                            | |                                  |                      |       |
| Établissement de détention de Roberval                      | Roberval                 | 2015                                       | |                                  | 210                  |       |
| Établissement de détention de Saint-Jérôme                  | Saint-Jérôme             |                                            | |                                  | 388                  |       |
| Établissement de détention de Sept-Îles                     | Sept-Îles                |                                            | |                                  | 55                   |       |
| Établissement de détention de Sherbrooke                    | Sherbrooke               |                                            | |                                  | 315                  |       |
| Établissement de détention de Sorel-Tracy                   | Sorel-Tracy              |                                            | |                                  | 389                  |       |
| Établissement de détention de Trois-Rivières                | Trois-Rivières           |                                            | |                                  | 314                  |       |

## Anciens établissements
- Maison Gomin
- Maison Tanguay
- Prison du Pied-du-Courant
- Prison Winter
- Vieille prison de Trois-Rivières